# シャーラック
シャーラック（Sherluck、1958年 - ? ）とはアメリカ合衆国のサラブレッドの競走馬、および種牡馬である。1961年のベルモントステークスに優勝し、キャリーバックの三冠達成を阻止した。

## 経歴
マリー・エリザベス・ランの牧場で生まれた牡馬で、母はイギリスから輸入されたダンテ産駒、父は1953年のブルーグラスステークスなどに勝ったアメリカ産馬であった。
ジェイコブ・シャーの所有のもと、シャーラックはハロルド・ヤング調教師に預けられ、2歳となった1960年よりデビューした。2歳時には勝鞍はなく、目立つ戦績もピムリコフューチュリティで3着に入った程度であった。
3歳になり、シャーラックはブラウリオ・バエザを鞍上に迎えてブルーグラスステークスに出走、ここで初勝利を挙げたことにより、シャーラックは1勝馬ながらケンタッキーダービーへの道筋を立てることができた。本番となったケンタッキーダービーではエディ・アーキャロ騎乗のもとで挑んだが、勝ち馬キャリーバックに3馬身以上離された5着に終わった。以後もクラシック路線に残り、クラシック第2戦のプリークネスステークスにも出走したが、またもやキャリーバックの5着に終わっている。
クラシック最終戦のベルモントステークスにはキャリーバックが三冠を懸けて出走しており、ベルモントパーク競馬場には快挙達成の瞬間を見ようとばかりに、アイゼンハワー元大統領夫妻らを含む51586人もの観客が集った。ふたたび同馬に挑戦するチャンスを得たシャーラックも、鞍上にはブルーグラスステークス以来のエディ・アーキャロを用意して挑んだが、シャーラックはまったく注目されずに単勝66倍の大穴扱いをされた。
しかしこの大舞台で優勝したのはシャーラックであった。シャーラックは先行するグローブマスターのすぐ後ろ2番手につけて道中を進み、最後の直線に入ってグローブマスターを追い抜き、それに2馬身4分の1差をつけて優勝するという、バエザの絶好の騎乗が大金星をもたらした。三冠のかかったベルモントステークスで番狂わせが起きることはそれまでもあったが、キャリーバックの7着という着順はそれまでの（三冠挑戦馬としての）最低着順であり、この競走は「史上最大の番狂わせ」だと騒がれた。
のちにキャリーバックには競走後に炎症がみられたこと、距離がもとから不安視されていたことなどが敗北の原因に挙げられている。しかしだからといってシャーラックが完全なまぐれ勝ちをしたというわけではなく、当時のベルモントパークの馬場状態がブルーグラスステークス施行地のキーンランド競馬場とほぼ同様のものを使っていたこと、鞍上が相性抜群のバエザであったことなどの好要素がうまく作用しての勝利であった。
クラシック路線のあとはしばらく勝ち星が掴めず、ジェロームハンデキャップではふたたびキャリーバックに敗れている。しかし、10月のローレンスリアライゼーションステークスではふたたびキャリーバックと対戦し、長丁場の利を生かして再度キャリーバックを打ち破り、ベルモントステークスの勝利がまぐれではなかったことを証明した。同年はこのほかローマーハンデキャップに勝っている。
引退後は種牡馬となったが、これといった成功を収めることはできず、1970年にフランスへと輸出された。その後1975年にデンマークへと輸出されたが、以後は不明である。

## おもな勝鞍
※当時はグレード制未導入
1960年（2歳）
1961年（3歳）
ブルーグラスステークス、ベルモントステークス、ローレンスリアライゼーションステークス、ローマーハンデキャップ
2着 - エバーグレイズハンデキャップ
1962年（4歳）

## 血統表
| シャーラックの血統（カーレッド系（ハイペリオン系） / Gainsborough 4x4=12.50%、 Phalaris 母内5x5=6.25%） | シャーラックの血統（カーレッド系（ハイペリオン系） / Gainsborough 4x4=12.50%、 Phalaris 母内5x5=6.25%） | シャーラックの血統（カーレッド系（ハイペリオン系） / Gainsborough 4x4=12.50%、 Phalaris 母内5x5=6.25%） | （血統表の出典）      | （血統表の出典） |
| 父 Correspondent 1950 鹿毛 アメリカ                                                                     | 父の父Khaled 1943 鹿毛 イギリス                                                                         | Hyperion                                                                                                | Gainsborough          | Gainsborough     |
| 父 Correspondent 1950 鹿毛 アメリカ                                                                     | 父の父Khaled 1943 鹿毛 イギリス                                                                         | Hyperion                                                                                                | Selene                |                  |
| 父 Correspondent 1950 鹿毛 アメリカ                                                                     | 父の父Khaled 1943 鹿毛 イギリス                                                                         | Eclair                                                                                                  | Ethnarch              | Ethnarch         |
| 父 Correspondent 1950 鹿毛 アメリカ                                                                     | 父の父Khaled 1943 鹿毛 イギリス                                                                         | Eclair                                                                                                  | Black Ray             |                  |
| 父 Correspondent 1950 鹿毛 アメリカ                                                                     | 父の母Heather Time 1936 栗毛 アメリカ                                                                   | Time Maker                                                                                              | The Porter            | The Porter       |
| 父 Correspondent 1950 鹿毛 アメリカ                                                                     | 父の母Heather Time 1936 栗毛 アメリカ                                                                   | Time Maker                                                                                              | Dream of Allah        |                  |
| 父 Correspondent 1950 鹿毛 アメリカ                                                                     | 父の母Heather Time 1936 栗毛 アメリカ                                                                   | Heatherland                                                                                             | Crusader              | Crusader         |
| 父 Correspondent 1950 鹿毛 アメリカ                                                                     | 父の母Heather Time 1936 栗毛 アメリカ                                                                   | Heatherland                                                                                             | Highland Mary         |                  |
| 母 Samminiato 1951 鹿毛 イギリス                                                                        | 母の父Dante 1942 青鹿毛 イギリス                                                                        | Nearco                                                                                                  | Pharos                | Pharos           |
| 母 Samminiato 1951 鹿毛 イギリス                                                                        | 母の父Dante 1942 青鹿毛 イギリス                                                                        | Nearco                                                                                                  | Nogara                |                  |
| 母 Samminiato 1951 鹿毛 イギリス                                                                        | 母の父Dante 1942 青鹿毛 イギリス                                                                        | Rosy Legend                                                                                             | Dark Legend           | Dark Legend      |
| 母 Samminiato 1951 鹿毛 イギリス                                                                        | 母の父Dante 1942 青鹿毛 イギリス                                                                        | Rosy Legend                                                                                             | Rosy Cheeks           |                  |
| 母 Samminiato 1951 鹿毛 イギリス                                                                        | 母の母Life Hill 1940 鹿毛 イギリス                                                                      | Solario                                                                                                 | Gainsborough          | Gainsborough     |
| 母 Samminiato 1951 鹿毛 イギリス                                                                        | 母の母Life Hill 1940 鹿毛 イギリス                                                                      | Solario                                                                                                 | Sun Worship           |                  |
| 母 Samminiato 1951 鹿毛 イギリス                                                                        | 母の母Life Hill 1940 鹿毛 イギリス                                                                      | Lady of The Snows                                                                                       | Manna                 | Manna            |
| 母 Samminiato 1951 鹿毛 イギリス                                                                        | 母の母Life Hill 1940 鹿毛 イギリス                                                                      | Lady of The Snows                                                                                       | Arctic Night F-No.3-o |                  |

## 備考
1. ↑  シャーラックは同年4勝を挙げているが、そのうち3勝をバエザとのコンビで挙げている。ローマーハンデキャップはウィリー・シューメーカー鞍上で勝利している。